# Конфедерация польской короны
Конфедерация польской короны (пол. Konfederacja Korony Polskiej) — польская ультраправая монархическая политическая партия. С момента основания до 2025 года входила в федеративную партию Конфедерация свободы и независимости.

## История
Партия была создана 7 сентября 2019 года Гжегожем Брауном. На парламентских выборах в 2019 году Браун получил мандат в сейме.
Гжегож Браун также участвовал в праймериз Конфедерации свободы и независимости для выбора кандидата для участия на президентских выборах 2020 года. Он проиграл праймериз Кшиштофу Босаку во время последнего тура голосования.

## Результаты выборов

### Парламентские выборы
| Год                                                   | Голоса     | %          | Мандаты  |
| ----------------------------------------------------- | ---------- | ---------- | -------- |
| 2019 (в составе Конфедерации свободы и независимости) | нет данных | нет данных | 1 из 460 |
| 2023 (в составе Конфедерации свободы и независимости) | 182 573    | 0,85       | 2 из 460 |

### Президентские выборы
| Год                                                   | Кандидат      | Голоса    | %    |
| ----------------------------------------------------- | ------------- | --------- | ---- |
| 2020 (в составе Конфедерации свободы и независимости) | Кшиштоф Босак | 1 317 380 | 6,78 |
| 2025                                                  | Гжегож Браун  | 1 242 917 | 6,34 |